# Angelina County
Angelina County er en county i den amerikanske delstat Texas beliggende i den østlige del af delstaten. Angelina County grænser op til Nacogdoches County i nord, San Augustine County i nordøst, Jasper County i sydøst, Tyler County i syd, Polk County i sydvest, Trinity County og Houston County i vest og mod Cherokee County i nordvest. Det administrative centrum er beliggende i byen Lufkin. 
Angelina Countys totale areal er 2.542 km², hvoraf 90 km² er vand. I år 2000 havde Angelina County 80.130 indbyggere.
31°16′N 94°37′V / 31.26°N 94.61°V